# Angela Postma
Angela Postma (* 6. August 1971 in Ede) ist eine ehemalige niederländische Schwimmerin. Sie gewann bei Weltmeisterschaften eine Silbermedaille auf der 25-Meter-Bahn. Bei Europameisterschaften erschwamm sie eine Bronzemedaille auf der 50-Meter-Bahn sowie einmal Gold, dreimal Silber und zweimal Bronze auf der 25-Meter-Bahn.

## Sportliche Karriere
Angela Postma war eine Spezialistin auf den kurzen Freistilstrecken. 1994, 1995 und 1997 wurde sie niederländische Meisterin über 50 Meter Freistil.
1993 bei den Europameisterschaften in Sheffield erreichte Postma den fünften Platz über 50 Meter Freistil. Im Jahr darauf bei den Weltmeisterschaften 1994 in Rom wurde sie auf dieser Strecke Siebte. Im gleichen Jahr bei den Sprinteuropameisterschaften in Stavanger wurde Postma über 50 Meter Freistil Zweite hinter der Deutschen Sandra Völker. Über 50 Meter Schmetterling gewann Postma mit 0,36 Sekunden Vorsprung auf die zweitplatzierte Tschechin Martina Moravcová. Die 4-mal-50-Meter-Freistilstaffel mit Angela Postma, Wilma van Hofwegen, Marianne Muis und Karin Brienesse erschwamm Bronze hinter den Deutschen und den Schwedinnen.
1995 bei den Europameisterschaften in Wien gewann die Schwedin Linda Olofsson den Titel über 50 Meter Brust vor der Deutschen Franziska van Almsick, 0,06 Sekunden dahinter schlug Postma als Dritte an. Im Dezember 1995 bei den Kurzbahnweltmeisterschaften in Rio de Janeiro siegte die Chinesin Le Jingyi über 50 Meter Freistil vor Angela Postma und Sandra Völker.
Im Jahr darauf bei den Olympischen Spielen 1996 in Atlanta belegte Postma über 50 Meter Freistil den zweiten Platz im B-Finale und damit den zehnten Platz in der Gesamtwertung. Bei den Kurzbahneuropameisterschaften 1996 in Rostock belegte die 4-mal-100-Meter-Lagenstaffel mit Suze Valen, Madelon Baans, Wilma van Hofwegen und Angela Postma den zweiten Platz mit einer Sekunde Rückstand auf das deutsche Quartett. Über 50 Meter Freistil belegte Postma den fünften Platz.
1997 bei den Europameisterschaften in Sevilla erreichte die niederländische 4-mal-100-Meter-Freistilstaffel mit Suze Valen, Manon Masseurs, Angela Postma und Wilma van Hofwegen den sechsten Platz. Über 50 Meter Freistil wurde Postma Fünfte.
1998 bei den Weltmeisterschaften in Perth erreichte die 4-mal-100-Meter-Freistilstaffel mit Inge de Bruijn, Angela Postma, Manon Masseurs und Wilma van Hofwegen den fünften Platz. Die 4-mal-100-Meter-Lagenstaffel mit Angela Postma, Madelon Baans, Inge de Bruijn und Wilma van Hofwegen schlug als Sechste an. Postma erreichte auch das Finale über 50 Meter Freistil und hatte als Fünfte 0,31 Sekunden Rückstand auf die Bronzemedaille. Im Dezember 1998 bei den Kurzbahneuropameisterschaften 1998 in Sheffield erkämpften Angela Postma, Nienke Valen, Wilma van Hofwegen und Inge de Bruijn die Silbermedaille in der 4-mal-50-Meter-Freistilstaffel eine halbe Sekunde hinter den Deutschen und 0,06 Sekunden vor den drittplatzierten Britinnen. Die 4-mal-50-Meter-Lagenstaffel mit Brenda Starink, Madelon Baans, Inge de Bruijn und Angela Postma erschwamm Bronze hinter den Deutschen und den Schwedinnen. Über 50 Meter Freistil erreichte Postma noch einmal den sechsten Platz.
Angela Postma schwamm für den Drachtster Zwem & Polo Club.